# Alysson
Alysson (лат.) — род песочных ос из подсемейства Bembicinae (триба Alyssontini).

## Распространение
Повсеместно (кроме Неотропики). Палеарктика — 17 видов. В Европе около 6 видов. Для СССР указывалось около 7 видов. В России 6 видов, а с сопредельными странами — 9 видов.

## Описание
Мелкие осы (4—12 мм). 2-я радиомедиальная ячейка стебельчатая. Внутренние края глаз субпараллельные. Гнездятся в земле. Ловят мелких цикадок (Cicadellidae, Cercopidae). Вход в гнездо не закрывается при отлете за добычей. Около входа насыпается холмик.

## Систематика
Около 40 рецентных видов. Относится к трибе Alyssontini  Dalla Torre, 1897.

### Виды Европы
- Alysson costai Beaumont, 1953
- Alysson cameroni Yasumatsu et Masuda, 1932
- Alysson japonicus Tsuneki, 1977
- Alysson katkovi Kokujev, 1906
- Alysson maracandensis Radoszkowski, 1877
- Alysson monticola Tsuneki, 1977
- Alysson pertheesi Gorski, 1852
- Alysson ratzeburgi Dahlbom, 1843
- Alysson spinosus (Panzer, 1801) typus
- Alysson tricolor Lepeletier et Serville, 1825
- Alysson verhoeffi Tsuneki, 1967
- Другие виды